# Warhammer 40000
Warhammer 40000 este un joc cu miniaturi de război, creat și deținut de către firma britanică Games Workshop (Rick Prestley ). Este partea futuristă a francizei Warhammer, din aceasta mai făcând parte Warhammer Fantasy Battle. Practic jucătorul își poate alege una dintre cele 8 rase ce se luptă pentru supremație în Calea Lactee în mileniul 40, și cu ajutorul unui sistem de puncte pentru construcția unei armate, unui set de reguli prestabilite și acceptate de către Games Warkshop numit Codex se desfășoară o bătălie dispusă pe rândurile consecutive a jucătorilor de a da cu zaruri.

## Rasele din Warhammer

### Imperiul Omenirii (Imperium of Mankind)
Imperiul Omenirii este entitatea cea mai numeroasă din Galaxia Calea Lactee din mileniul 40, alcătuită din marea majoritate a rasei umane, divizat în mai multe componente structurale administrative în frunte cu 'Sfântul Împărat al Omenirii', conducătorul nominal, și Senatul Imperial, organizația ce asigură conducerea de facto. Este o organizație ce pune accentul pe xenofobie împotriva tuturor raselor din galaxie, fanatism religios la adresa Împăratului, ridicat la rang de divinitate supremă în Imperiu (și la rang de profet al zeului Mașinilor pentru Fabricatorul din Marte).

### Haosul (Chaos)
Haosul este reprezentant de dimensiunea misterioasă ce dublează realitatea din Galaxie, obișnuia să fie lumea de apoi pentru majoritatea raselor însă în prezent este locul unde trăiesc demonii, conduși de către cei 4 Zei, supranumiți și puterile Ruinei:
- Tzeentch, zeul Magiei, al ambiției și al schimbării;
- Khorne, zeul violenței, al furiei și al războiului;
- Slaanesh, zeul hendonist al excesului de orice fel;
- Nurgle, zeul bolilor, al morbidității și decadenței;

### Tau (T'au)
Tau este o rasă relativ tânără în comparație cu celelalte, dar care a reușit să se impună ca o putere datorită societății lor extrem de organizată și orientată spre progres tehnologic. De asemenea, sunt singura rasă ce se folosește de diplomație în cautare de noi aliați.

### Orci (Orks)
In Warhammer 40,000 Orcii sunt o rasă de extratereștri brutali care caută doar să lupte și să cucerească. Ei sunt de obicei organizați în clanuri sau triburi. În timp ce triburile sunt volatile și deseori se destramă și se reorganizează în timpul războiului, clanurile sunt stabile și de durată.
Există șase clanuri majore, fiecare cu propriile caracteristici unice, cum ar fi culori, însemne, cultură și metode de luptă. Aceste trăsături ale clanului sunt probabil înrădăcinate în rasa Orc, implantate de Brainboys din trecutul îndepărtat. Orcii din diferite clanuri se adună în mod obișnuit în triburi mari, dar după ce suferă pierderi în luptă, diferite grupuri se unesc adesea în același trib sau bandă de război.
Orcii sunt o armată de tip hoardă, ceea ce înseamnă că veți avea multe modele de joc. Atunci când vă construiți armata, este important să aveți în vedere faptul că Orcii se concentrează mai mult pe cantitate decât pe calitate. Nu vă fie teamă să aveți un număr mare de infanteriști și să profitați de costul lor redus în puncte.

### Eldari (Eldar)
Eldari, o rasă ce se asemănă foarte mult cu elfii, adaptați la mileniul 40. În urmă cu aproximativ de 38 de milenii erau cea mai mare putere din Galaxie, însă, odată cu nașterea cataclismică a lui Slaanesh, aproape tot Imperiul lor a fost distrus și marea majoritate a rasei a fost decimată.

### Eldari Întunecați (Dark Eldars)
Eldarii Întunecați, parte a rasei Eldarilor ce continuă să-l venereze pe Slaanesh după nașterea acestuia, recunoscuți pentru activitatea de piraterie și ură pentru Eldari.

### Necroni (Necrons)
Necroni, una dintre cele mai bătrâne rase din Galaxie, ce a stat adormită aproape 65 de milioane de ani pentru ca materia organică distrusă de ei în primul război cu rasele inteligente de atunci să se refacă.

### Tyranide(Tyranids)
Tyranidele, singura rasă din afara Galaxiei, animată de consumarea întregului material genetic întâlnit, de asemenea sunt singura rasă ce nu are un avanpost permanent în Calea Lactee.

## Warhammer 40000 în alte produse media
Odată cu Jocul propriu-zis a luat naștere și universul Warhammer, acesta fiind îmbogățit continuu de lucrări ale fanilor (fan fiction), dar și de cărți ale unor scriitori consacrați, sub egida Games Workshop. Chiar și manualul de joc este deseori însoțit de noi fragmente de 'lore'. De asemenea, există și o categorie aparte de simpatizanți ai jocului pasionați de modelarea și colorarea foarte complexă a miniaturilor, și această categorie având parte de materiale speciale publicate cu fiecare nou codex. Pe lângă cele menționate anterior mai există câteva categorii aparte de jocuri speciale cum ar fi Battlefleet Gothica sau divizia de boardgaming. 
Pe 13 decembrie 2010 a apărut primul film de lungmetraj Warhammer, Ultramarines: The Movie, lansat direct pe DVD, scenariul a fost scris de Dan Abnett unul dintre autorii consacrați ai Universului Warhammer, și produs de către firma Codex Pictures sub licență Games Workshop. Un nou film, de această dată făcut de fani s-a anunțat a fi în  producție, acesta se va numi The Inquisitior Lord și va urmări activitatea unei figuri legendare din universul Warhammer, Torquemada Cotez, un inchizitor în slujba imperiului.

### Produsespin-off
- Aeronautica Imperialis
- Battlefleet Gothic
- Dark Millennium
- Epic
- Gorkamorka
- Horus Heresy
- Inquisitor
- Necromunda
- Space Hulk
- Romane  
  - Ciaphas Cain
  - Eisenhorn
  - Gaunt's Ghosts
  - The Horus Heresy

### Jocuri video
- Space Crusade
- Space Hulk (1993)
- Vengeance of the Blood Angels
- Final Liberation
- Chaos Gate
- Rites of War
- Fire Warrior
- Dawn of War
  - Winter Assault
  - Dark Crusade
  - Soulstorm
- Glory in Death
- Squad Command
- Dawn of War II
  - Chaos Rising
  - Retribution
- Kill Team
- Space Marine
- Dark Millennium (anulat)
- Space Hulk (2013)
- Storm of Vengeance
- Space Wolf
- Regicide
- Eisenhorn: Xenos
- Battlefleet Gothic: Armada
- Eternal Crusade
- Space Hulk: Deathwing
- Dawn of War III
- Inquisitor - Martyr
- Gladius - Relics of War
- Space Hulk: Tactics
- Battlefleet Gothic: Armada 2
- Necromunda: Underhive Wars
- Darktide

### Jocuri RPG
- Dark Heresy
- Rogue Trader
- Deathwatch
- Black Crusade
- Only War
- Blackstone Fortress

### Film
- Ultramarines: A Warhammer 40,000 Movie